# Malé
Malé (dhivehi: މާލެ) es la capital de la República de las Maldivas. La ciudad está localizada en la isla de Malé, en el borde sur del atolón de Malé en el atolón Kaafu. Es sede del gobierno y el centro de negocios, comercial, empresarial, sanitario y educativo. Tiene una población de aproximadamente 105.000 personas, alrededor de un tercio de la población del país.
Una base de hidroaviones y un fondeadero de barcos están localizados en la isla. Malé es un centro del comercio de cocos, fibra de corteza de coco, palmeras, copra y conchas. El Aeropuerto Internacional de Malé está en la vecina isla de Hulhule. Algunos proyectos de tierras ganadas al mar han expandido el puerto.
La isla está totalmente urbanizada, y la ciudad ha tomado esencialmente todo el terreno. Está dividida en cuatro áreas; Henveiru, Galolhu, Maafannu y Machangolhi. Otras 3 áreas de la ciudad se encuentran fuera de la isla de Malé: Vilimalé en la isla de Villingili, Hulhumalé en la isla artificial del mismo nombre y Hulhule otra isla donde se encuentra el aeropuerto.

## Historia
Todo el grupo de islas, las Maldivas, recibe el nombre de su capital. La palabra "Maldivas" significa "las islas (dives) de Malé".
Los primeros pobladores de las islas Maldivas fueron pueblos dravidianos que llegaron desde las costas vecinas del subcontinente indio moderno y Ceilán costero. Estudios comparativos de las tradiciones lingüísticas, orales y otras tradiciones culturales maldivas, además del folclore, apuntan a una fuerte influencia dravídica en la sociedad maldiva, centrada en Malé, desde tiempos remotos. Los giraavaru de Giraavaru afirman descender de los primeros colonos tamiles de las Maldivas.
Se dice que los primeros colonos tamiles llamaron a las islas Maalaitivu, que significa Islas de la Guirnalda o Islas de la Cadena. Los primeros registros también indican que la isla se llamaba Athamana Huraa antes de llamarse Malé. Según la tradición regional, los pescadores de Giraavaru solían ir regularmente a un gran banco de arena (finolhu) en el extremo sur del atolón para limpiar los atunes después de una buena captura. Debido a la gran cantidad de despojos y sangre de atún, las aguas alrededor de ese banco de arena parecían un gran charco de sangre ("maa ley gandeh": "maa" del sánscrito मह "maha", que significa grande, y "lē" sangre). Tradicionalmente, los primeros habitantes de las Maldivas, entre los que se encuentra el pueblo Giravaru, no tenían reyes. Vivían en una sociedad sencilla y eran gobernados por jefes locales.
Sin embargo, un día, un príncipe del subcontinente llamado Koimala llegó al atolón de Malé navegando desde el Norte en un gran barco. Los habitantes de Giraavaru vieron su barco desde lejos y le dieron la bienvenida. Permitieron que el príncipe Koimala se instalara en aquel gran banco de arena en medio de las aguas manchadas de sangre de pez. Se plantaron árboles en el banco de arena y se dice que el primer árbol que creció en él fue la papaya. (Sin embargo, esto podría referirse a cualquier árbol que diera frutos comestibles, ya que la palabra arcaica Dhivehi, y Mahal palabra en tiempos modernos, para fruta (falhoa) era la misma que para la papaya.) Con el paso del tiempo, los isleños aceptaron el gobierno de este príncipe del Norte. Se construyó un palacio y la isla recibió el nombre oficial de Maa-le (Malé), mientras que la más cercana se denominó Hulhu-le.
Se dice que los pescadores originales de Giraavaru dieron nombre a los cuatro principales distritos o divisiones de la isla de Malé: Maafannu, de maa (grande) y fannu (lugar donde el camino del pueblo se encuentra con el mar); Henveiru, de en-beyru (lugar donde los pescadores sacaban el cebo); Galolhu, de galu-olhu (surco de piedra); y Macchangolhi, de mathi-angolhi (camino de barlovento).
En las primeras fuentes extranjeras, Malé se llamaba Ambria o Mahl. Para los maldivos, era Fura Malé, es decir, "Malé el Preminente".
Cuando Ibn Battuta viajó a Malé en 1343, proporcionó una descripción bastante extensa de la ciudad, así como de las islas Maldivas en general. Mencionó que la reina, Rehendhi Khadeeja, tenía una residencia en Malé, que por su descripción puede asimilarse al mismo palacio de los gobernantes sultanes posteriores, en el centro de la isla. En el recinto del palacio, varios pozos contenían almacenes de conchas de cauri, listas para el comercio. Ibn Battuta también mencionó varias mezquitas, construidas en madera.
Malé fue fortificada en el siglo XVII por el sultán Muhammad Imaduddin, que construyó murallas en los lados norte, este y oeste de la isla.
Un puerto interior era utilizado por los barcos de pesca y los pequeños dhonis, mientras que los barcos más grandes tenían que fondear en el puerto exterior, entre las islas de Vilingili y Hulhule. La isla tenía menos de una milla cuadrada y estaba rodeada por una laguna poco profunda.
En 1953 intentó establecerse una república pero pocos meses después se reimpuso el sultanato, siendo Malé la capital del mismo. En 1968 fue reinstaurada la república, continuando como la capital.
En 2004 se inauguró la sexta división de la ciudad, llamada Hulhumalé, una isla artificial poblada desde ese mismo año. El 26 de diciembre de 2004 ocurrió el devastador terremoto en Sumatra (Terremoto del Océano Índico de 2004) y el tsunami posterior inundó dos terceras partes de la ciudad. El tsunami y el terremoto causaron 220.000 muertos a lo largo de todo el Océano Índico.

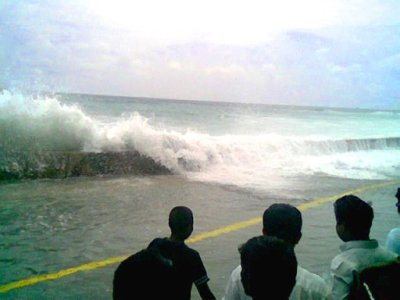
Imagen del tsunami que devastó amplias regiones del sureste asiático y que llegó hasta Malé.

El 29 de septiembre de 2007 estalló una bomba cerca de una mezquita, hiriendo a 12 turistas. Se considera la primera bomba que ha explotado en la ciudad.

## Etimología
El nombre Malé está tomado de la palabra Mahaalay, que proviene del idioma sánscrito. El nombre deriva de maha, que significa "grande" o "gran", y aalay, que significa "casa". Normalmente la palabra Mahaalay se utiliza para denominar el palacio de un rey o la capital (isla del rey) en sánscrito, p. ej., Mahaalay del Rey Asok. Sin embargo, los cuentos tradicionales sugieren un origen diferente del nombre.
El conjunto entero de islas, las Maldivas, recibe el nombre del sánscrito. Mal (mil) e divas (islas); "mil islas", ya que la República de las Maldivas se compone de 1196 islas.

## Economía

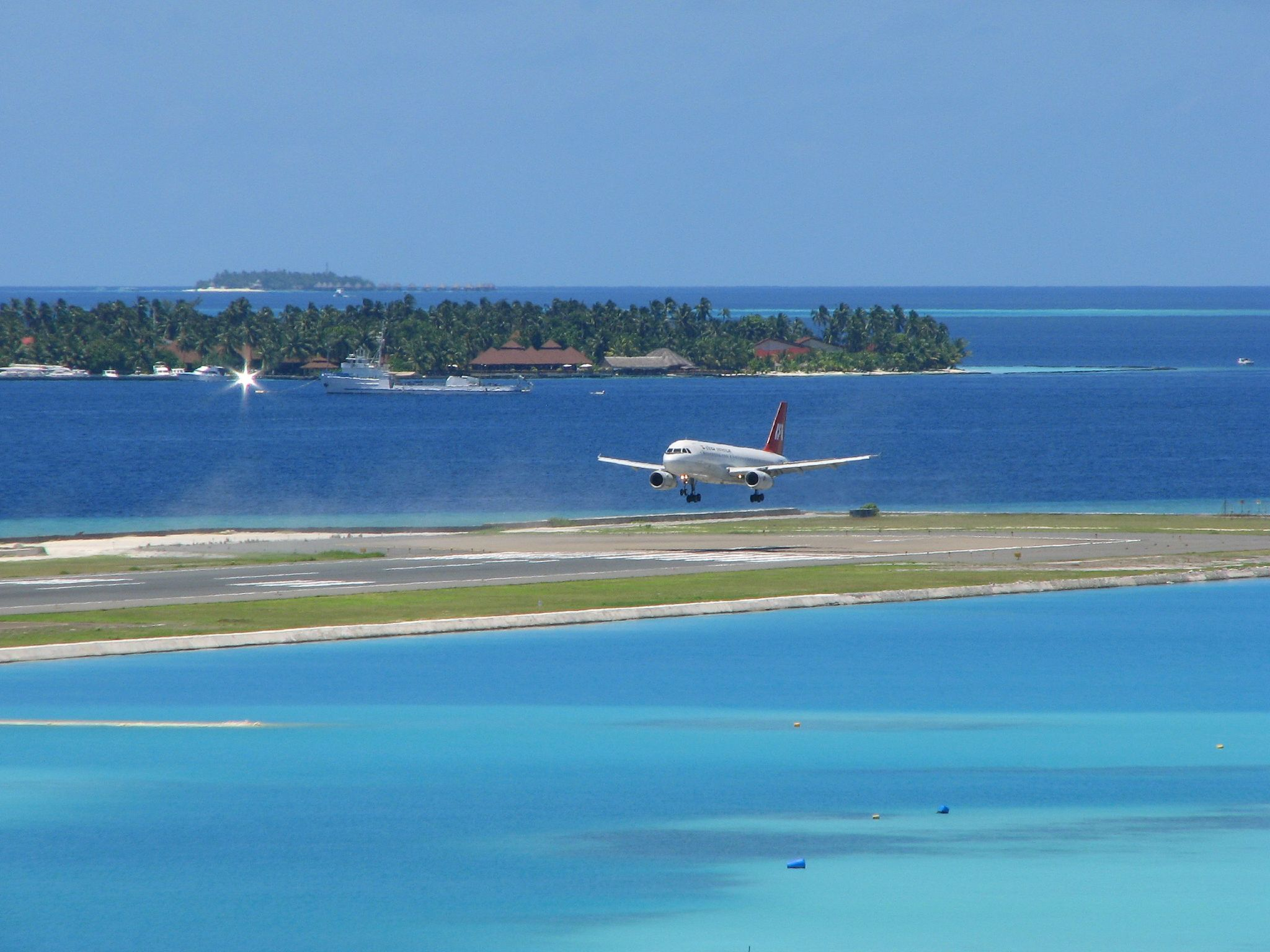
Aeropuerto Internacional de Velana

El turismo es la mayor industria de las Maldivas, ya que representa el 28% del PIB y más del 60% de los ingresos de divisas de las Maldivas. El PIB per cápita creció un 265% en la década de 1980 y otro 115% en la de 1990. Más del 90% de los ingresos fiscales del gobierno proceden de los derechos de importación y los impuestos relacionados con el turismo. Malé, la capital, cuenta con numerosas atracciones turísticas y centros turísticos cercanos. Maldivian, la aerolínea de las Maldivas, tiene su sede en Malé, al igual que la compañía aérea FlyMe.
El puerto central y el puerto de las Maldivas se encuentran en Malé, el centro de todas las actividades comerciales. La Maldives Transport & Contracting Company se creó en 1980 para contribuir al desarrollo de las infraestructuras y el servicio de transporte en las Maldivas. El puerto forma parte de la Ruta Marítima de la Seda del Siglo XXI, que va desde la costa china, a través del Canal de Suez, hasta el Mediterráneo, y allí hasta la región del Alto Adriático, con sus conexiones ferroviarias con Europa Central y Oriental.

## Geografía

### Clima
Malé tiene un clima tropical monzónico según la clasificación climática de Köppen. La ciudad se caracteriza por una mezcla de estación húmeda y estación seca. La estación húmeda se extiende de abril a enero, mientras que la estación seca abarca los meses de febrero y marzo. A diferencia de otras ciudades con este clima, Malé experimenta temperaturas relativamente constantes a lo largo del año, con una media máxima de 30 C y una media mínima de 26,5 C, lo que equivale a la media diaria durante todo el año de muchas ciudades ecuatoriales. La ciudad registra una media anual de precipitaciones ligeramente superior a 1900 mm. La temperatura es constantemente alta durante todo el año debido, en parte, a que las Maldivas tienen la elevación media más baja del mundo.
| Parámetros climáticos promedio de Malé (Aeropuerto Internacional Velana) 1981–2010, extremoss 1966–2020 | Parámetros climáticos promedio de Malé (Aeropuerto Internacional Velana) 1981–2010, extremoss 1966–2020 | Parámetros climáticos promedio de Malé (Aeropuerto Internacional Velana) 1981–2010, extremoss 1966–2020 | Parámetros climáticos promedio de Malé (Aeropuerto Internacional Velana) 1981–2010, extremoss 1966–2020 | Parámetros climáticos promedio de Malé (Aeropuerto Internacional Velana) 1981–2010, extremoss 1966–2020 | Parámetros climáticos promedio de Malé (Aeropuerto Internacional Velana) 1981–2010, extremoss 1966–2020 | Parámetros climáticos promedio de Malé (Aeropuerto Internacional Velana) 1981–2010, extremoss 1966–2020 | Parámetros climáticos promedio de Malé (Aeropuerto Internacional Velana) 1981–2010, extremoss 1966–2020 | Parámetros climáticos promedio de Malé (Aeropuerto Internacional Velana) 1981–2010, extremoss 1966–2020 | Parámetros climáticos promedio de Malé (Aeropuerto Internacional Velana) 1981–2010, extremoss 1966–2020 | Parámetros climáticos promedio de Malé (Aeropuerto Internacional Velana) 1981–2010, extremoss 1966–2020 | Parámetros climáticos promedio de Malé (Aeropuerto Internacional Velana) 1981–2010, extremoss 1966–2020 | Parámetros climáticos promedio de Malé (Aeropuerto Internacional Velana) 1981–2010, extremoss 1966–2020 | Parámetros climáticos promedio de Malé (Aeropuerto Internacional Velana) 1981–2010, extremoss 1966–2020 |
| Mes | Ene. | Feb. | Mar. | Abr. | May. | Jun. | Jul. | Ago. | Sep. | Oct. | Nov. | Dic. | Anual                                                                                                   |
| --- | --- | --- | --- | --- | --- | --- | --- | --- | --- | --- | --- | --- | --- |
| Temp. máx. abs. (°C)                                                                                    | 32.8 | 32.6 | 33.2 | 35.0 | 34.2 | 34.9 | 33.4 | 33.4 | 32.5 | 33.0 | 32.7 | 33.5 | 35.0 |
| Temp. máx. media (°C)                                                                                   | 30.4 | 30.8 | 31.4 | 31.7 | 31.3 | 30.8 | 30.7 | 30.5 | 30.3 | 30.3 | 30.2 | 30.1 | 30.7 |
| Temp. media (°C)                                                                                        | 28.0 | 28.3 | 28.9 | 29.3 | 29.1 | 28.7 | 28.4 | 28.3 | 28.1 | 28.1 | 27.8 | 27.8 | 28.4 |
| Temp. mín. media (°C)                                                                                   | 25.8 | 26.0 | 26.5 | 26.9 | 26.4 | 26.0 | 25.8 | 25.6 | 25.4 | 25.6 | 25.3 | 25.4 | 25.9 |
| Temp. mín. abs. (°C)                                                                                    | 20.6 | 22.6 | 22.4 | 21.8 | 20.6 | 22.1 | 22.5 | 21.0 | 20.5 | 22.5 | 19.2 | 22.0 | 19.2 |
| Lluvias (mm)                                                                                            | 100.1                                                                                                   | 41.0 | 65.5 | 127.2                                                                                                   | 202.6                                                                                                   | 173.2                                                                                                   | 175.0                                                                                                   | 188.6                                                                                                   | 222.2                                                                                                   | 212.5                                                                                                   | 239.3                                                                                                   | 226.3                                                                                                   | 1973.5                                                                                                  |
| Días de lluvias (≥ 1.0 mm)                                                                              | 11.4 | 6.2 | 8.5 | 11.7 | 12.9 | 9.6 | 12.2 | 12.2 | 12.8 | 15.6 | 14.1 | 15.4 | 142.5                                                                                                   |
| Horas de sol                                                                                            | 246.7                                                                                                   | 262.2                                                                                                   | 282.9                                                                                                   | 252.8                                                                                                   | 223.8                                                                                                   | 201.8                                                                                                   | 220.0                                                                                                   | 223.4                                                                                                   | 204.2                                                                                                   | 237.7                                                                                                   | 212.7                                                                                                   | 213.7                                                                                                   | 2782.0                                                                                                  |
| Humedad relativa (%)                                                                                    | 78 | 76 | 76 | 78 | 80 | 80 | 79 | 80 | 80 | 80 | 81 | 80 | 79 |
| Fuente n.º 1: World Meteorological Organization                                                         | | | | | | | | | | | | | |
| Fuente n.º 2: Meteo Climat (record highs and lows)                                                      | | | | | | | | | | | | | |

## Servicios
En esta ciudad pueden encontrarse todos los servicios básicos, además cuenta con bancos, numerosos cajeros automáticos y la mayoría de las empresas de courier internacionales. Posee varios centros de salud, como el Hospital Indira Gandhi Memorial (IGMH), que es el mayor del país, y en la salud privada el Hospital ADK es el más importante. En Malé también se encuentra la mezquita más grande del país, Friday Mosque. Existe también un servicio de taxis, cuyo valor máximo está regulado por el gobierno.

## Divisiones
| Nr. | División      | Área (ha) | Población Censo 2006 | Densidad | Coordenadas                                | Sitio                       |
| --- | ------------- | --------- | -------------------- | -------- | ------------------------------------------ | --------------------------- |
| 1   | Henveiru      | 59,1      | 23.597               | 39.927,2 | 04°10′37″S 73°30′48″E / -4.17694, 73.51333 | Isla Malé                   |
| 2   | Galolhu       | 27,6      | 19.414               | 70.340,6 | ...                                        | Isla Malé                   |
| 3   | Machchangolhi | 32,6      | 19.580               | 60.061,3 | ...                                        | Isla Malé                   |
| 4   | Maafannu      | 75,9      | 29.964               | 39.478,3 | ...                                        | Isla Malé                   |
| 1-4 | Malé (Isla)   | 195,2     | 92.555               | 47.415,5 | 04°10′28″S 73°30′34″E / -4.17444, 73.50944 | Isla Malé                   |
| 5   | Vilimalé      | 31,8      | 6.956                | 21.874,2 | ...                                        | Isla Villingili             |
| 6   | Hulhumalé     | 200,9     | 2.866                | 1.426,6  | ...                                        | Isla artificial             |
| -   | Hulhule       | 151,9     | 1.316                | 866,4    | ...                                        | Isla aeropuerto             |
| -   | Gulhi Falhu   | -         | -                    | -        | ...                                        | Isla aeropuerto en proyecto |
|     | Malé (ciudad) | 579,8     | 103.693              | 17.884,3 | 04°10′28″S 73°30′34″E / -4.17444, 73.50944 |                             |